# Brudny szmal
Brudny szmal (ang. The Drop) – amerykański film kryminalny z 2014 roku w reżyserii Michaëla R. Roskama. W filmie tym swoją ostatnią rolę przed śmiercią zagrał James Gandolfini.

## Premiera
Film miał swoją premierę podczas Międzynarodowego Festiwalu Filmowego w Toronto 5 września 2014 roku. Do szerokiej dystrybucji w Stanach Zjednoczonych wszedł 12 września 2014 roku. W Polsce obraz zaprezentowano podczas Warszawskiego Międzynarodowego Festiwalu Filmowego 11 października 2014 oraz podczas Festiwalu Camerimage w Bydgoszczy 15 listopada 2014 roku.

## Fabuła
Akcja filmu rozgrywa się w Stanach Zjednoczonych w czasach współczesnych. Bob Saginowski pracuje w barze swojego kuzyna Marva. Bar spełnia rolę przechowalni brudnych pieniędzy dla miejskiego gangu. Gdy zamaskowani bandyci napadają na bar i zabierają zdeponowane pieniądze, kuzyni zostają zmuszeni do ich odszukania.

## Obsada
W filmie wystąpili m.in.:
- Tom Hardy jako Bob Saginowski
- Noomi Rapace jako Nadia Dunn
- James Gandolfini jako Marvin Stipler
- Matthias Schoenaerts jako Eric Deeds
- John Ortiz jako detektyw Evandro Torres
- Elizabeth Rodriguez jako detektyw Romsey
- Michael Aronov jako Chovka Umarov
- Morgan Spector jako Andre
- Michael Esper jako Rardy Bernard
- Ross Bickell jako Regan
- James Frecheville jako Fitz
- Tobias Segal jako Briele
- Patricia Squire jako Millie
- Ann Dowd jako Dottie Stipler
- Chris Sullivan jako Jimmy
- Jeremy Bobb jako Stevie

## Nagrody i nominacje (wybrane)
- MFF w San Sebastián 2014
  - wygrana: Nagroda Jury za najlepszy scenariusz dla Dennisa Lehane'a[4]
  - nominacja: Złota Muszla – Udział w konkursie głównym (Michaël R. Roskam)[4]
- Premios Sant Jordi de Cinematografía 2015
  - wygrana: Sant Jordi dla najlepszego aktora zagranicznego dla Toma Hardy'ego[5]
- MFF w Zurychu 2014
  - wygrana: Wyróżnienie dla zagranicznego filmu fabularnego (Michaël R. Roskam)